# Maciej Rybus
Maciej Rybus ([ˈmat͡ɕɛj ˈrɨbus] ⓘ; sinh ngày 19 tháng 8 năm 1989) là một cầu thủ bóng đá chuyên nghiệp người Ba Lan thi đấu ở vị trí hậu vệ trái cho câu lạc bộ Lokomotiv Moscow của Nga và đội tuyển quốc gia Ba Lan.

## Sự nghiệp cấp câu lạc bộ
Rybus khởi nghiệp chơi bóng trong màu áo Pelikan Łowicz và đến mùa hè năm 2006 thì bị bán cho MSP Szamotuły, anh chỉ ở đây vỏn vẹn một mùa giải rồi được Legia Warsaw mua lại. Anh có trận đá ra mắt cho Legia vào ngày 15 tháng 11 năm 2007 tại một trận đấu thuộc Cúp Ekstraklasa gặp Dyskobolia Grodzisk Wielkopolski, vào sân thay thế Marcin Smolinski ở phút thứ 46. Sau màn thể hiện tốt, huấn luyện viên của Legia, ông Jan Urban đã quyết định đôn cầu thủ trẻ này lên đội mộ. Rybus có trận ra mắt Ekstraklasa vào ngày 24 tháng 11 năm 2007. Anh thi đấu mùa 2007–08 chủ yếu trong vai trò dự bị nhưng dần chiếm được suất đá chính cho đến cuối mùa.
Anh ghi bàn thắng đầu tiên tại Ekstraklasa vào tháng 12 năm 2007 trong trận gặp Górnik Zabrze. Tháng 4 năm 2008, Rybus ghi bàn gỡ hòa trong trận gặp Wisła Kraków.
Ngày 21 tháng 6 năm 2016, anh ký hợp đồng với Lyon. Ngày 19 tháng 7 năm 2017, anh trở lại Nga và ký hợp đồng dài 3 năm với Lokomotiv Moscow.

## Sự nghiệp cấp đội tuyển
Anh có trận đấu ra mắt tuyển quốc gia Ba Lan đối đầu với Romania vào tháng 1 năm 2009. Trong trận đấu tiếp theo gặp Canada, anh đã ghi được bàn thắng đầu tiên. Anh còn đại diện cho Ba Lan thi đấu tại Giải vô địch châu Âu 2012.
Tháng 5 năm 2018 anh có mặt trong 35 tuyển thủ của đội tuyển Ba Lan để tranh tài tại Giải vô địch thế giới 2018 tại Nga.

## Thống kê sự nghiệp

### Cấp câu lạc bộ
Tính đến 5 tháng 12 năm 2020
| Câu lạc bộ         | Mùa giải           | Giải                   | Giải    | Giải      | Cúp     | Cúp       | Cúp châu Âu | Cúp châu Âu | Khác1   | Khác1     | Tổng cộng | Tổng cộng |
| Câu lạc bộ         | Mùa giải           | Hạng đấu               | Số trận | Bàn thắng | Số trận | Bàn thắng | Số trận     | Bàn thắng   | Số trận | Bàn thắng | Số trận   | Bàn thắng |
| ------------------ | ------------------ | ---------------------- | ------- | --------- | ------- | --------- | ----------- | ----------- | ------- | --------- | --------- | --------- |
| Legia Warsaw       | 2007–08            | Ekstraklasa            | 10      | 4         | 4       | 0         | –           | –           | 8       | 0         | 22        | 4         |
| Legia Warsaw       | 2008–09            | Ekstraklasa            | 27      | 3         | 2       | 0         | 3           | 0           | 4       | 0         | 36        | 3         |
| Legia Warsaw       | 2009–10            | Ekstraklasa            | 29      | 2         | 3       | 1         | 4           | 0           | –       | –         | 36        | 3         |
| Legia Warsaw       | 2010–11            | Ekstraklasa            | 20      | 2         | 4       | 0         | –           | –           | –       | –         | 24        | 2         |
| Legia Warsaw       | 2011–12            | Ekstraklasa            | 16      | 2         | 1       | 1         | 11          | 1           | –       | –         | 28        | 4         |
| Legia Warsaw       | Tổng cộng          | Tổng cộng              | 102     | 13        | 14      | 2         | 18          | 1           | 12      | 0         | 146       | 16        |
| Terek Grozny       | 2011–12            | Russian Premier League | 11      | 3         | 1       | 0         | –           | –           | –       | –         | 12        | 3         |
| Terek Grozny       | 2012–13            | Russian Premier League | 19      | 4         | 1       | 0         | –           | –           | –       | –         | 20        | 4         |
| Terek Grozny       | 2013–14            | Russian Premier League | 16      | 0         | 2       | 0         | –           | –           | –       | –         | 18        | 0         |
| Terek Grozny       | 2014–15            | Russian Premier League | 27      | 3         | 1       | 0         | –           | –           | –       | –         | 28        | 3         |
| Terek Grozny       | 2015–16            | Russian Premier League | 28      | 9         | 3       | 0         | –           | –           | –       | –         | 31        | 9         |
| Terek Grozny       | Tổng cộng          | Tổng cộng              | 101     | 19        | 8       | 0         | 0           | 0           | 0       | 0         | 109       | 19        |
| Lyon               | 2016–17            | Ligue 1                | 19      | 0         | 1       | 0         | 7           | 0           | 1       | 0         | 28        | 0         |
| Lokomotiv Moscow   | 2017–18            | Russian Premier League | 20      | 0         | 1       | 0         | 6           | 1           | –       | –         | 27        | 1         |
| Lokomotiv Moscow   | 2018–19            | Russian Premier League | 16      | 1         | 1       | 0         | 2           | 0           |         |           | 19        | 1         |
| Lokomotiv Moscow   | 2019–20            | Russian Premier League | 19      | 0         | 1       | 0         | 5           | 0           |         |           | 25        | 1         |
| Lokomotiv Moscow   | 2020-21            | Russian Premier League | 15      | 0         |         |           | 4           | 0           |         |           | 19        | 0         |
| Lokomotiv Moscow   | Tổng cộng          | Tổng cộng              | 70      | 1         | 3       | 0         | 17          | 0           |         |           | 90        | 3         |
| Tổng kết sự nghiệp | Tổng kết sự nghiệp | Tổng kết sự nghiệp     | 278     | 33        | 25      | 2         | 38          | 2           | 13      | 0         | 355       | 38        |

1 Tính cả Siêu cúp Ba Lan, Cúp Ekstraklasa, Coupe de la Ligue và Trophée des Champions.

### Cấp đội tuyển
Tính đến 15 tháng 11 năm 2021
| Ba Lan    |         |           |
| Năm       | Số trận | Bàn thắng |
| 2009      | 2       | 1         |
| 2010      | 10      | 0         |
| 2011      | 6       | 0         |
| 2012      | 5       | 0         |
| 2013      | 3       | 1         |
| 2014      | 6       | 0         |
| 2015      | 8       | 0         |
| 2016      | 4       | 0         |
| 2017      | 4       | 0         |
| 2018      | 5       | 0         |
| 2019      | 2       | 0         |
| 2020      | 3       | 0         |
| 2021      | 8       | 0         |
| Tổng cộng | 66      | 2         |

### Bàn thắng cho đội tuyển
Tỉ số và kết quả liệt kê bàn thắng của Ba Lan trước.
| #  | Ngày                 | Nơi tổ chức                                           | Đối thủ       | Tỉ số | Kết quả | Giải đấu |
| -- | -------------------- | ----------------------------------------------------- | ------------- | ----- | ------- | -------- |
| 1. | 18 tháng 11 năm 2009 | Sân vận động Zdzisław Krzyszkowiak, Bydgoszcz, Ba Lan | Canada        | 1–0   | 1–0     | Giao hữu |
| 2. | 4 tháng 6 năm 2013   | Sân vận động Marshal Józef Piłsudski, Kraków, Ba Lan  | Liechtenstein | 2–0   | 2–0     | Giao hữu |

## Danh hiệu
Legia Warsaw
- Cúp Ba Lan: 2007–08
- Siêu cúp Ba Lan: 2007–08

Lokomotiv Moscow
- Giải Ngoại hạng Nga: 2017–18
- Cúp quốc gia Nga: 2018–19[7]